# Tigridia bicolor
Tigridia bicolor är en irisväxtart som beskrevs av Elwood Wendell Molseed. Tigridia bicolor ingår i släktet Tigridia och familjen irisväxter. Inga underarter finns listade i Catalogue of Life.